# Космос: 1999 (филм)
„Космос 1999“ (на английски: Space: 1999) е английски фантастичен сериал, създаден от Джери Андерсън и Силвия Андерсън и е излъчван по ITV от 4 септември 1975 г. до 7 май 1978 г.

## Сюжет
Сериалът проследява съдбата на обитателите на Лунна база Алфа след сполетялото ги бедствие на 13 септември 1999 г. Голямо количество ядрени отпадъци, изхвърлени на обратната страна на Луната предизвикват огромна термоядрена експлозия. Силата на експлозията изтласква Луната от земната орбита и я праща в открития космос. По време на междузвездното си пътешествие, 311-те членове на екипажа се срещат с много извънземни цивилизации и стават свидетели на странни феномени, невиждани от човека.

## „Космос 1999“ в България
В България излъчването на сериала започва от 12 септември 1998 г. по Евроком София.